# Myiopharus otiosa
Myiopharus otiosa är en tvåvingeart som först beskrevs av Wulp 1890.  Myiopharus otiosa ingår i släktet Myiopharus och familjen parasitflugor. Inga underarter finns listade i Catalogue of Life.